# Nicolai Peak
Der Nicolai Peak (englisch; bulgarisch връх Николай wrach Nikolaj) ist ein 1300 m hoher und vereister Berg in den Havre Mountains im Norden der Alexander-I.-Insel westlich der Antarktischen Halbinsel. Er ragt 11,18 km ostnordöstlich des Buneva Point, 13,5 km südöstlich des Kap Wostok, 6,54 km südwestlich des Satovcha Peak und 7 km nordnordöstlich des Simon Peak auf. Der Lennon-Gletscher liegt nördlich und östlich, der Pipkow-Gletscher südlich von ihm. Seine steilen Südwesthänge sind teilweise unvereist.
Britische Wissenschaftler kartierten ihn 1971. Die bulgarische Kommission für Antarktische Geographische Namen benannte ihn 2017 nach der bulgarischen Opernsängerin Elena Nikolai (1905–1993).